# ロベルト・コフレシ
ロベルト・コフレシ（Roberto Cofresí, 1791年6月17日 - 1825年3月29日）は、「エル・ピラタ・コフレシ」（海賊コフレシ）として知られている、プエルトリコで最も有名な海賊。

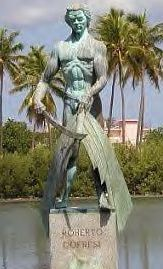
カボ・ロホにあるロベルト・コフレシの彫像

## 若年期
コフレシはプエルトリコのカボ・ロホでロベルト・コフレシ・イ・ラミレス・デ・アレリャノとして生まれた。コフレシの父親の出自は不明で二つの説が唱えられている。最初の説は、彼の父親はドイツ国籍で名前をFranz Von Kupferscheinと言い、プエルトリコの人々が発音しやすいようにコフレシと改名した。二つ目の説は、彼の父親はイタリアのトリエステ出身のフランシスコ・コフレシと言う。ひとつはっきりしていることは、彼の母親はプエルトリコのカボ・ロホ出身のマリア・ヘルマナ・ラミレス・デ・アレリャノであった。彼女は、彼が4歳の時に死亡した。コフレシは彼の故郷で小学校に通った。子供の頃、海岸に打ち寄せる波の音を聞きながら育ち、コフレシはいつの日か船員になって海を冒険することを夢見る日々を過ごした。
コフレシはカボ・ロホ出身のフアナ・クレイトフと結婚した。二人の息子をもうけたがどちらも生誕後すぐに死亡した。1822年、コフレシとフアナは娘をもうけ、マリア・ベルナダと名付けた。

## 海賊コフレシ
コフレシはカボ・ロホ出身の者で構成された乗組員と共に、彼のスクーナー船「アナ」で海に出て、スペイン王室の旗を掲げていない船を攻撃したであろう。プエルトリコの沿岸の人々は当局から彼を保護したと言われており、プエルトリコの歴史家のアウレリオ・ティオによると、コフレシは貧しい人々、特に彼の家族と友人と、略奪品を共有した。彼は多くの人々にとって、ロビン・フッドのプエルトリコ版と見なされた。
スペイン政府は、海賊コフレシの名がよく知られるようになった時、彼によって攻撃を受けた船を持つ国々から多くの不平を受けた。政府は通常は他の国の船に対する海賊行為は黙認していたが、今はコフレシを追跡して逮捕しなければならないように感じた。ある時、コフレシと彼の部下は8隻の船を攻撃し、その中にアメリカの船があった。1824年、アメリカのスクーナー船「グランパス」の司令官であるジョン・スロウト船長は、コフレシを激戦へと引き込んだ。コフレシは11名の乗組員とともに捕らえられ、彼らはスペイン政府に引き渡された（西インド諸島海賊掃討作戦）。コフレシはサンフアンのエル・カスティリョ・デル・モロに収監された。
コフレシはスペインの軍事法廷で裁かれて有罪とされ、1825年3月29日に銃殺刑にされた。彼の遺体はオールド・サンフアン墓地に埋葬され、彼の未亡人のフアナは一年後に死亡した。

## 註
1. ↑  La Presencia Germanica en Puerto Rico, Retrieved Oct. 30, 2007
2. 1 2 3  Roberto Cofresí Y Ramirez de Arellano, Retrieved Oct. 30, 2007]
3. ↑  Luis R. Negrón Hernández, Jr.. “Roberto Cofresí: El pirata caborojeño” (Spanish). 2007年5月25日閲覧。
4. ↑  History of Puert Rico, Retrieved Oct. 30, 2007